# Billabong Pro Mundaka
Le Billabong Pro Mundaka est la neuvième épreuve du Championnat du monde de surf WCT. Il se déroule dans la ville Basque de Mundaka, en Espagne, au début du mois d'Octobre. 

## Historique
L'événement existant depuis huit ans, a été suspendu à deux reprises. La première fois, en 2001, en raison des attentats du 11 septembre à New York. La deuxième, en 2005, par la main de l'homme (à la suite des travaux qui ont profondément modifié les fonds marins).
Les études du ministère de l'Environnement et de l'Université du Pays Basque (UPV) ont conclu que la vague a été affaiblie par l'extraction de sable faite par le chantier naval Murueta. Le sable a été déposé sur la plage de Laida et a fini par modifier la physionomie des fonds marins et la circulation des courants. Les enquêtes ont également révélé que la nature elle-même était chargée de forger une morphologie semblable à celle qui existait avant 2003. La force de la mer de nouveau à donner de l'espoir. Après plusieurs mois d'étude exhaustive, à la fois l'ASP comme le promoteur de l'événement, Billabong, ont donné le feu vert au retour de Mundaka comme événement du championnat du monde de surf.

## Palmarès

### 2009
| Place | Champion | Nationalité |
| ----- | -------- | ----------- |
| 1e    |          |             |
| 2e    |          |             |
| 3eex  |          |             |
| 3eex  |          |             |

### 2008
| Place | Champion       | Nationalité |
| ----- | -------------- | ----------- |
| 1e    | C.J Hobgood    | États-Unis  |
| 2e    | Joel Parkinson | Australie   |
| 3eex  | Luke Stedman   | Australie   |
| 3eex  | Adrian Buchan  | Australie   |

### 2007
| Place | Champion       | Nationalité |
| ----- | -------------- | ----------- |
| 1e    | Bobby Martinez | États-Unis  |
| 2e    | Taj Burrow     | Australie   |
| 3eex  | Kelly Slater   | États-Unis  |
| 3eex  | Mick Fanning   | Australie   |

### Précédents Vainqueurs
| Année | Champion       | Nationalité |
| ----- | -------------- | ----------- |
| 2006  | Bobby Martinez | États-Unis  |
| 2005  | Annulé         |             |
| 2004  | Luke Egan      | Australie   |
| 2003  | Kelly Slater   | États-Unis  |
| 2002  | Andy Irons     | États-Unis  |
| 2001  | Annulé         |             |
| 2000  | Shane Dorian   | États-Unis  |
| 1999  | Mark Occhilupo | Australie   |